# Heng (astronomie)
Pour les articles homonymes, voir Heng.
En astronomie chinoise, Heng désigne un astérisme situé dans la constellation occidentale du Centaure. Il est composé de quatre étoiles non clairement identifiées. Celles-ci sont situées au sein de l'astérisme plus vaste Kulou (litt. « La tour de dépôt ») également dans la constellation occidentale du Centaure, et composé de deux groupes de quatre et six étoiles.

## Référence
- (en) Francis Richard Stephenson et David A. Green, Historical supernovae and their remnants, Oxford, Oxford University Press, 2002, 252 p. (ISBN 0198507666), pages 195 et 219.